# Исповедальный талер
Исповедальный талер (нем. Beichttaler) — название широких шауталеров отчеканенных в 1663 году при курфюрсте Саксонии Иоганне Георге II (1656—1680), предположительно в качестве исповедальных денег.
На аверсе изображён стоящий монарх в курфюршеском облачении поверх лат с мечом у плеча, рядом на столе шлем и металлические перчатки. На реверсе — гербовой щит с нашлемником, по кругу — 20 малых гербов. Знак монетчика «C R» свидетельствует о том, что за выпуск монеты был ответственным мюнцмейстер Дрезденского монетного двора Константин Роте.
Монеты с данным изображением выпускали номиналами в 1, 1½, 2 и 4 талера, а также пробные золотые в 20, 25 и 30 дукатов.
По своей сути они являлись рейхсталерами, которые согласно аугсбургскому монетному уставу должны были содержать 1⁄9 кёльнской марки чистого серебра. Это соответствовало 29,23 г серебра 889 пробы, или 25,98 г чистого серебра.